# G0v零時政府

g0v零時政府（英語：gov-zero，/ˈɡʌv ˈzi.roʊ/）是臺灣程式設計師在2012年底發起的網絡社區，主要活動為每2個月1次的客松，後來社群也陸續加入不同專業以及非資訊技術背景成員。他們以「零」替代成為 g0v，從零重新思考政府的角色，也是代表數位原生世代從 0 與 1 世界的視野。
g0v 是推動政府資訊透明化的社群，致力於開發公民參與社會的資訊平台與工具。2012年底開始成形，截至2014年初已有遍佈三大洲的貢獻者，成果皆以自由軟體模式或方式釋出。g0v 成立的初衷是「開放政府資料讓政府透明，人民更容易做主。」

## 起源
2012年底，畢業於台大資工系的數名校友，因不滿宣傳經濟動能推升方案廣告的說明效果，而臨時更改參加2012年「Yahoo! Open Hack Day」的參賽題目，於三日內寫出「政府預算視覺量表」表達相關數據而獲得「佳作獎」。高嘉良、吳泰輝、瞿筱葳等人，以此為契機，在同年年底決定發起以 g0v 為名的社群，承襲Yahoo! 參賽的經驗，並且利用所獲獎金餘額，召開「第零次動員戡亂」，以實作出網路服務的方式進行「駭」政府的公民運動。

## 宣言
g0v 對外稱：「g0v.tw 以開放原始碼的精神為基底，關心言論自由、資訊開放，希望可以最新的科技，提供讓公民更容易使用的資訊服務。」並指資訊透明的服務和平台是 g0v 唯一的共識。

## 社群活動
g0v 社群實體活動與線上討論兼具，實體活動以黑客松為大宗，不定期也會有演講、分享會、教學、unconference 等活動。黑客松（hackathon）是由 hack 和 marathon 合成的英文單字，指一群工作者在一個時空裡面進行馬拉松式的協作活動。

## 社群成果
自2012年底開始，零時政府以g0v黑客松作為起點，已舉辦了 4 次國際年會、4 屆公民科技獎助金、42+場黑客松、40+場受邀演講、150+次媒體報導，8000+遍布三大洲的貢獻者，成果皆以開放授權模式釋出。更多數據可參考g0v儀錶板以及John Huang製作的令人驚奇的零時政府Awesome g0v projects。

## 促成的專案
零時政府編寫過的開放資料應用程式小工具包括了：
- 鄉民關心你
- 萌典[11][12][13]
- 政誌
- 求職小幫手[14][15][16][17]
- 新聞小幫手[18][19][20]
- 社會資訊運動平台
- 即時空氣品質指標
- Pet Need Me
- 福利請聽
- 中央政府總預算
- 立院影城
- 國會大代誌
- 聾通訊
- 法律亦毒氣
- 立委聯絡資訊
- Bad Driver
- 簡訊實聯制
- 提點子-公共政策網路參與平臺
- iTaigi[21]
- Cofacts[22]
- 投票指南[23][24]

## 外部連結
- 官方网站